# Bier in België

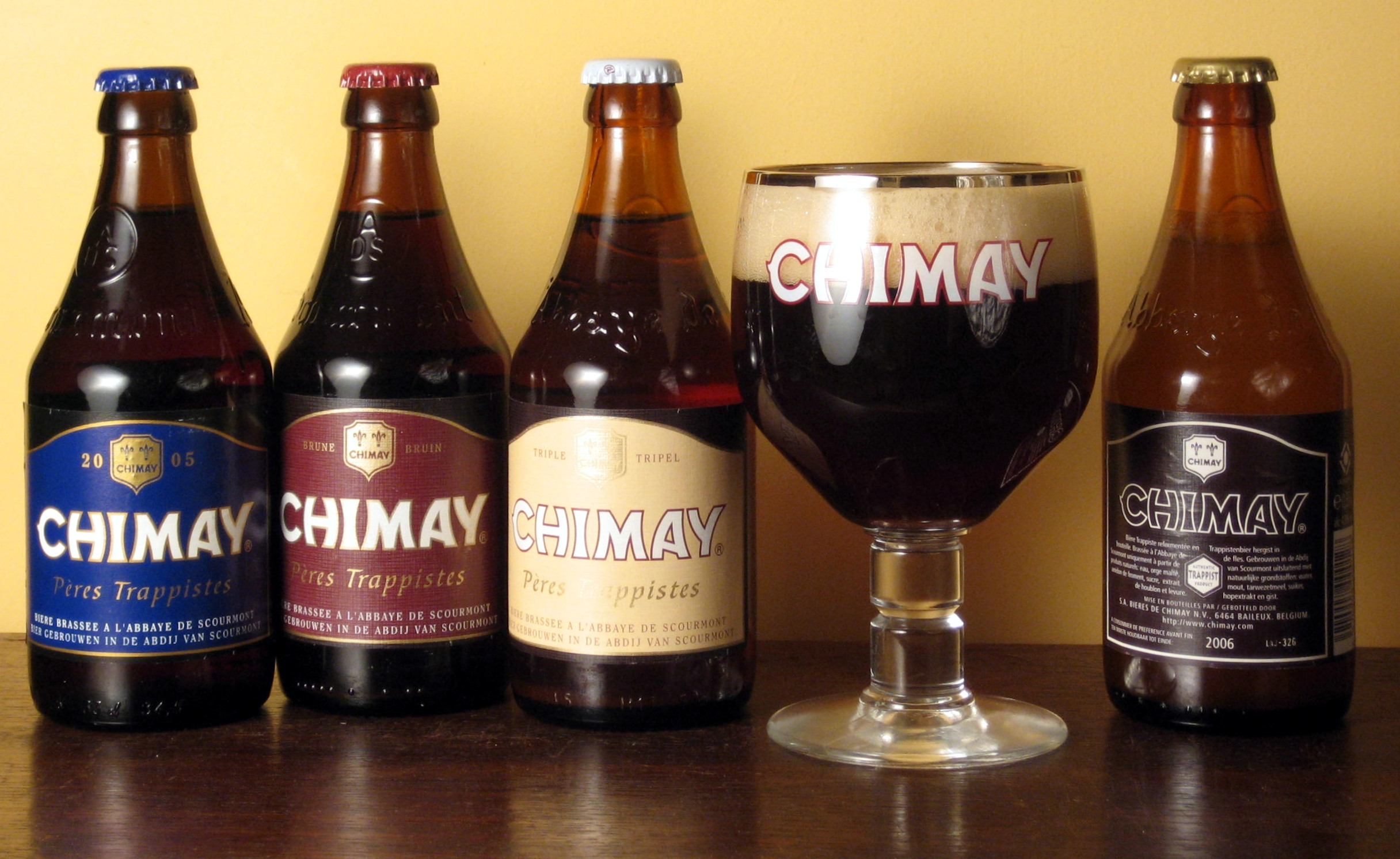
De trappistenbieren van Chimay

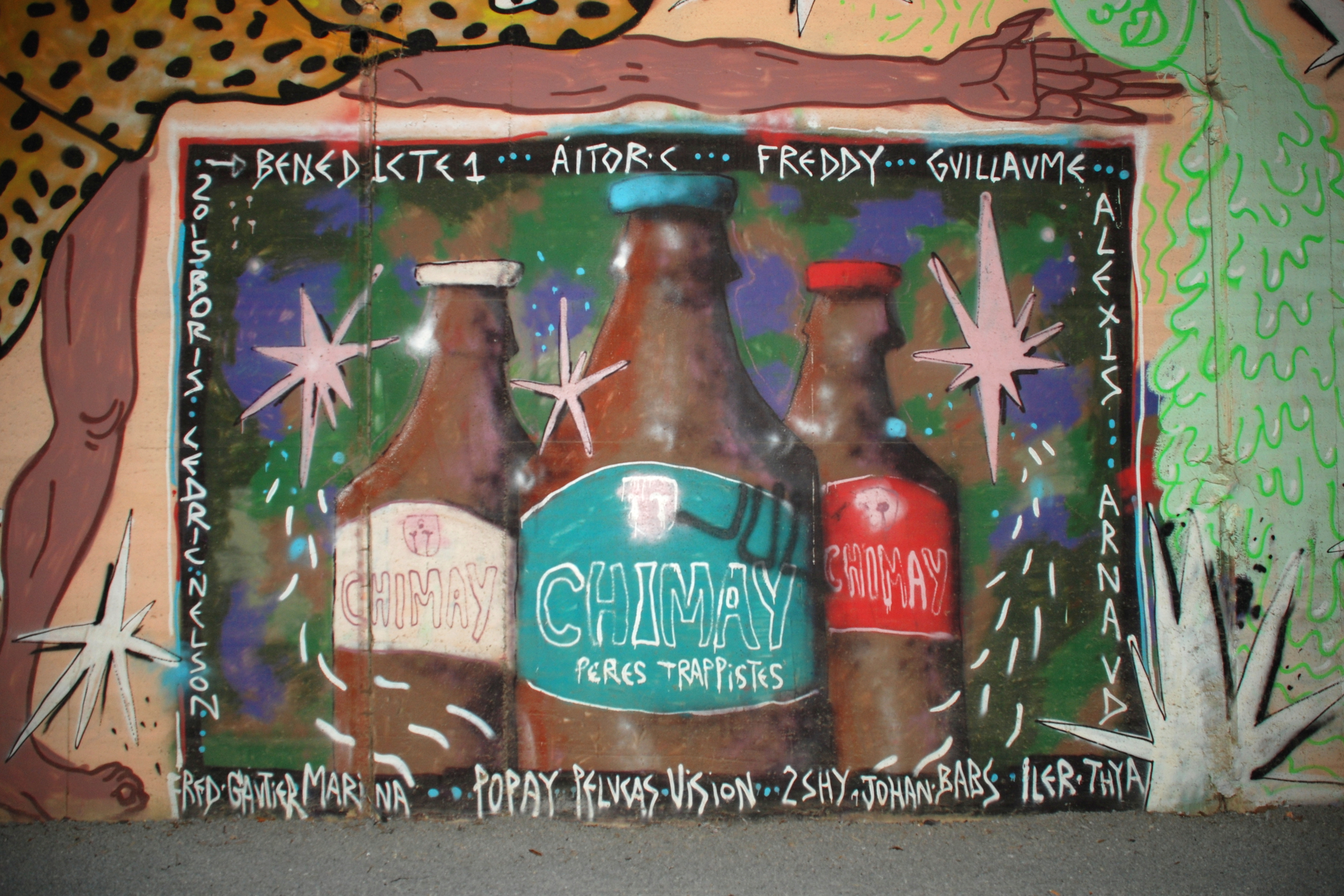
Flessen van Chimay afgebeeld op een muurschildering van het station van Louvain-la-Neuve.

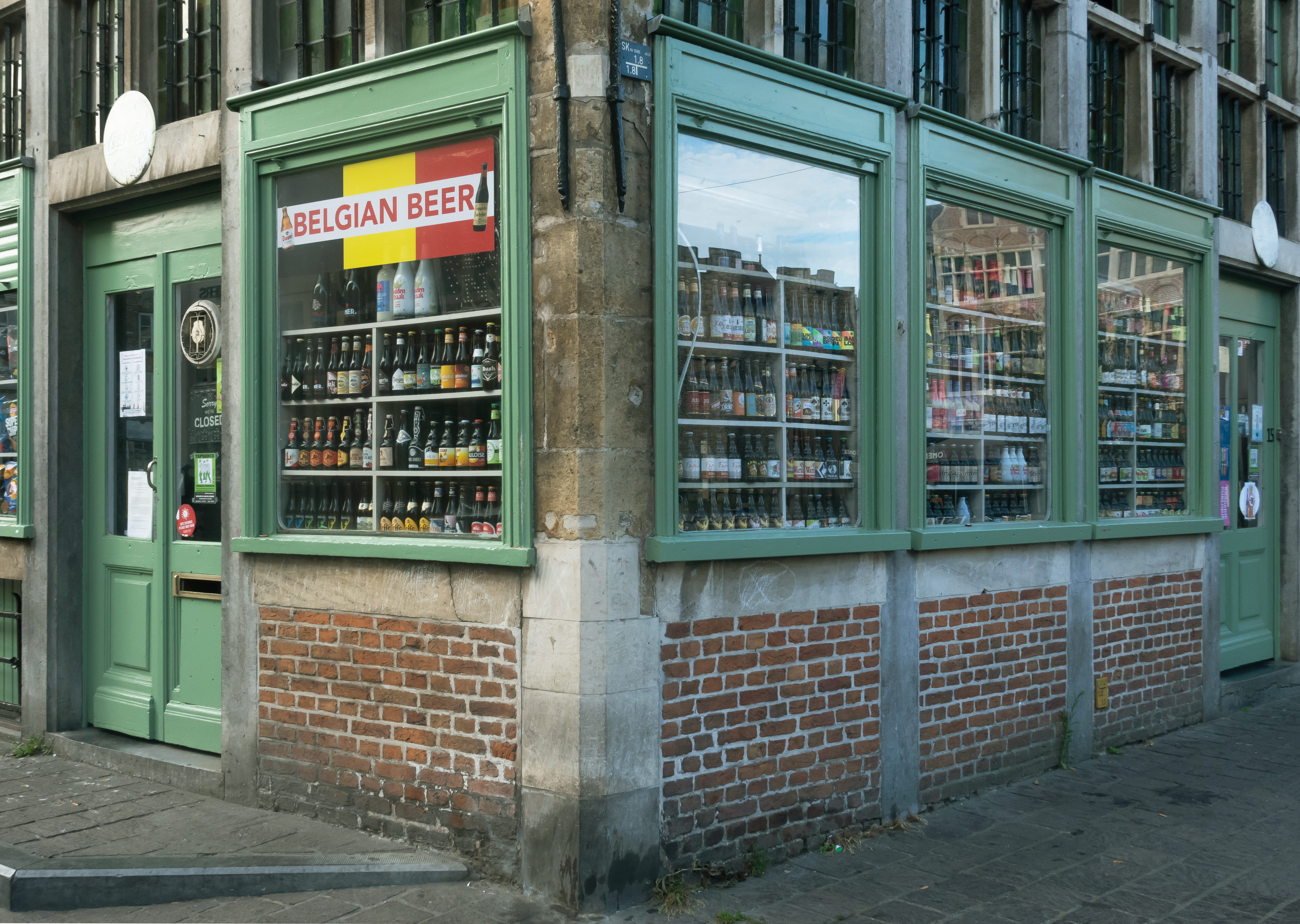
De Beercorner in Gent

België is van oudsher bekend om zijn grote diversiteit aan biersoorten in vergelijking met andere landen. De wortels van het Belgische bierbrouwen gaan terug tot de middeleeuwen.

## Diversiteit
Naast België zijn er wel meer landen met een hoog aantal lokale biersoorten, zoals Duitsland. Aangezien in België geen regels zoals die van het Duitse Reinheitsgebot bestaan kunnen Belgische brouwerijen behalve water, hop en mout ook andere ingrediënten, waaronder kruiden en vruchten, gebruiken.
Mede door het succes van de commerciële (kunstmatig gezoete) fruitbieren (zoals kriek) heeft Belgisch bier vaak de reputatie zoet te zijn. Echt zoet zijn echter alleen de gezoete fruitbieren en enkele zeer zware bieren. De combinatie zoet-bitter komt vaker voor. Enkele Vlaamse bieren zijn licht zurig tot zuur. In Wallonië worden enkele zeer bittere bieren gebrouwen.
Biersoorten die van oorsprong Belgisch zijn zijn onder andere Belgisch witbier, Vlaams bruin, saison en lambiek. Trappistenbier is geen echte biersoort en is bovendien niet exclusief Belgisch, maar wordt doorgaans wel met België geassocieerd. Hetzelfde geldt voor de abdijbieren.

## Biercultuur
De grote diversiteit aan bieren in België gaat gepaard met een rijke lokale biercultuur. Zo telt België talloze cafés waar een groot aantal bieren uitgeschonken of getapt worden. Elk bier moet voor een optimale smaak geserveerd worden op zijn "ideale" temperatuur (meestal tussen 8 en 15°C), met de juiste hoogte van schuimkraag. Elk bier wordt geschonken in zijn eigen specifieke glas, een regel waar zelden van afgeweken wordt.
Aan het begin van de eenentwintigste eeuw worden Belgische bieren in bruin (of soms donkergroen) gekleurde glazen flessen verkocht. De donkere kleur dient ervoor om effecten van licht op de drank te voorkomen. De flessen zijn verzegeld met een kurk, een metalen kroonkurk of soms beide. Sommigen bieren zijn gefermenteerd in de fles. Dat wil zeggen dat in de fles een tweede gisting plaatsvindt. Deze biersoorten zijn dan dikwijls geëtiketteerd met "hergisting op fles" of "levend bier". De grote biermerken zijn overal te koop, maar de kleinere merken vooral in de drankcentrales.

## Productie
De Belgische bierproductie wordt gedomineerd door grote concerns als AB Inbev ('s werelds grootste kwantitatieve brouwer) en Alken-Maes, waardoor het aantal kleine brouwerijen afneemt. Vooral oudere brouwerijen van regionaal belang verdwijnen. Door veranderende smaakopvattingen verdwijnen ook sommige traditionele bieren of worden de recepten hiervan aangepast. Anderzijds worden regelmatig nieuwe, kleinschalige brouwerijen opgericht. In totaal zijn er (anno 2013) circa 130 brouwerijen in het land, die ongeveer 1000 verschillende bieren produceren.
Het aandeel van de speciaalbieren vertoont een stijgende lijn. Begin jaren 90 hadden deze een aandeel van 10% op de Belgische markt. Anno 2013 was dat 30%. Het aantal bieren is toegenomen van ongeveer 750 tot meer dan 1200. De toename is vooral te danken aan de kleine brouwerijen.
in 2022 was België de vijfde bierproducent in Europa met 23,4 miljoen hectoliter (hl), alleen Duitsland, Spanje, Polen en het Verenigd Koninkrijk produceerden meer bier in dat jaar. De totale bierconsumptie was 6,9 miljoen hl. Per saldo werd er veel meer bier geëxporteerd dan geïmporteerd. Het meeste buitenlandse bier kwam uit Europa en ook de export ging hier grotendeels naar toe. 
- Productie: 23,350 miljoen hl
- Export: 16,391 miljoen hl
- Import: 1,177 miljoen hl
- Consumptie: 6,934 miljoen hl
- Actieve brouwerijen: 309 (inclusief microbrouwerijen)